# Карпиано
Карпиа̀но (на италиански: Carpiano, на западноломбардски: Carpiàn, Карпиан) е малко градче и община в Северна Италия, провинция Милано, регион Ломбардия. Разположено е на 91 m надморска височина. Населението на общината е 3990 души (към 2012 г.).